# Citizens: A Chronicle of the French Revolution
Citizens: A Chronicle of the French Revolution là một cuốn sách của nhà sử học Simon Schama, xuất bản năm 1989, cuốn nhật ký của Cách mạng Pháp. " Khủng bố ", Schama tuyên bố trong cuốn sách, "chỉ là năm 1789 với số lượng người chết cao hơn, bạo lực... không chỉ là tác dụng phụ đáng tiếc... đó là nguồn năng lượng tập thể của Cách mạng. Đó là những gì làm cho cuộc Cách mạng có tính cách mạng. "  Nói tóm lại, ngay từ đầu [...] bạo lực là động cơ của cách mạng. Schama cho rằng Chiến tranh Cách mạng Pháp là hệ quả hợp lý của việc phổ biến Tuyên ngôn Nhân quyền và Dân quyền, và các nguyên tắc phổ quát của Cách mạng đã dẫn đến xung đột không thể tránh khỏi với chế độ cũ của Châu Âu.

## Tiếp nhận
Nhà sử học Marxist Eric Hobsbawm đã mô tả cuốn sách là "đặc biệt phong cách và hùng hồn" và "cực kỳ tốt để đọc". Theo quan điểm của Hobsbawm, Schama không nhìn thấy những khía cạnh tích cực của cuộc cách mạng và chỉ tập trung vào sự kinh hoàng và đau khổ, thể hiện chúng là vô cớ. Hobsbawm chỉ trích thêm về cuốn sách, cho rằng "Schama không tham gia với tư cách là một chuyên gia trong lĩnh vực này.... cuốn sách không đặt ra để bổ sung vào kiến thức đã có sẵn. Sự lựa chọn của tác giả về một câu chuyện tập trung vào những người cụ thể và các sự cố đã gọn gàng vượt qua các vấn đề về quan điểm và khái quát hóa. " 
Đánh giá về cuốn sách trên tạp chí Chính trị và Xã hội Pháp, Robert Forster thuộc Đại học Johns Hopkins viết rằng "Schama đã phi tập trung hóa cuộc cách mạng [...] bởi phong cách và trí thông minh không thể bắt chước được". Forster ca ngợi phân tích của Schama về các vấn đề chính và tài năng mô tả của ông, mặc dù ông chỉ trích những gì ông thấy là bức tranh quá tích cực của Schama về nền kinh tế và xã hội Pháp trước thềm cuộc cách mạng.
Trong bài đánh giá của mình được đăng trên Annales historyiques de la Révolution française, giáo sư Đại học bang Youngstown, ông Morris Slavin chỉ trích sự thiếu thiện cảm của Schama đối với "những người cách mạng trong hoàn cảnh thực sự của một cuộc khủng hoảng chính trị và xã hội sâu sắc", cho rằng Schama đã đánh giá sự kiện từ quan điểm chính trị của giới thượng lưu hoàng gia. Về nhận xét của Thomas Paine về Edmund Burke, Slavin nhận xét: "Anh ấy thương hại bộ lông, nhưng quên mất con chim đang hấp hối". Slavin nhận thấy "thật đáng tiếc rằng một nhà sử học có khả năng như Schama [...] lại có thành kiến với Cách mạng".